# Арсеньево (Тульская область)
Арсе́ньево — рабочий посёлок, административный центр Арсеньевского района Тульской области России.
Образует одноимённое муниципальное образование рабочий посёлок Арсеньево со статусом городского поселения, как единственный населённый пункт в его составе.
Население — 4680 чел. (2021).

## География
Расположен в 85 км к юго-западу от Тулы. Грузовая железнодорожная станция на линии Козельск — Горбачёво (С 1 января 2016 года пассажирское сообщение по ней не осуществляется).

## История
Посёлок возник, как пристанционный, в связи со строительством Данково-Смоленской линии Рязано-Уральской железной дороги. Название станция (открыта в 1899 год) получила по фамилии местного землевладельца А. А. Арсеньева.
Статус посёлка городского типа — с 23 августа 1966 года. День поселка, по решению районного представительного органа, отмечается в последнюю субботу июня.

## Население
| 1939  | 1959  | 1970  | 1979  | 1989  | 2002  | 2010  | 2012  | 2013  |
| ----- | ----- | ----- | ----- | ----- | ----- | ----- | ----- | ----- |
| 1343  | ↗1362 | ↗3110 | ↗4766 | ↗5773 | ↗5995 | ↘4803 | ↘4793 | ↘4781 |
| 2014  | 2015  | 2016  | 2017  | 2018  | 2019  | 2020  | 2021  |       |
| ↗4802 | ↘4774 | ↗4778 | ↘4757 | ↘4704 | ↘4681 | ↘4611 | ↗4680 |       |

Национальный состав
По итогам переписи населения 2020 года проживали следующие национальности (национальности менее 0,1 % и другое см. в сноске к строке «Другие»):
| Национальность | Численность, чел. | Доля     |
| -------------- | ----------------- | -------- |
| Русские        | 4271              | 91,26 %  |
| Армяне         | 138               | 2,95 %   |
| Украинцы       | 26                | 0,56 %   |
| Азербайджанцы  | 21                | 0,45 %   |
| Таджики        | 16                | 0,34 %   |
| Узбеки         | 15                | 0,32 %   |
| Татары         | 5                 | 0,11 %   |
| Другие         | 188               | 4,01 %   |
| Итого          | 4680              | 100,00 % |

## Экономика
Центр сельскохозяйственного района. Основные предприятия посёлка — маслодельный завод, хлебоприёмное предприятие, хлебокомбинат.

## Культура
В Арсеньево работают общеобразовательная школа, детская школа искусств, дом культуры, социально-психологический центр диагностики и консультирования «Вита». В посёлке расположена районная библиотека, функционирует историко-краеведческий музей. Выходит газета «Арсеньевские вести». В посёлке устроена в переоборудованном здании бывшей гостиницы между 1980 и 2000 годами церковь Жен Мироносец.
Ежегодно в посёлке и в селе-усадьбе композитора А. С. Даргомыжского, расположенном в Арсеньевском районе, проводится фестиваль «Песни Родины Даргомыжского».

### Арсеньевский краеведческий музей
Музей создан в 1992 году по инициативе учителя-краеведа Б. Р. Бальцера, который много лет занимался историей родного края, исследовательской работой в архивах, ходил с ребятами в походы, проводил археологические и этнографические экспедиции. В настоящее время музей располагается в 10 небольших залах. Его экспозиции рассказывают об истории района в древности, его флоре и фауне, показывают крестьянский быт, раскрывают героические страницы прошлого, особенно в годы Великой Отечественной войны, знакомят посетителей с жизнью замечательных людей, с творчеством арсеньевцев. Сотрудники музея занимаются поисковой деятельностью в области этнографии, фольклористики, изучением памятников истории и культуры, организацией и проведением экскурсий по экспозициям, выездных экскурсий, тематических мероприятий, выставок живописи и декоративно-прикладного искусства, работой с краеведческими объединениями.

### Курган Бессмертия
Курган Бессмертия был насыпан руками арсеньевцев над братской могилой воинов, погибших в боях Великой Отечественной войны у деревни Рахлеево. В основании замурована книга с 3300 именами воинов. На стеле у подножия изображен орден Победы с георгиевской лентой и датами «1941-1945», ниже, на небольшом постаменте — символы солдатской жизни. Перед курганом горит Вечный огонь. На пьедестале около кургана — гаубица. Открыт в 1970 году.

### Памятник А. С. Даргомыжскому
Бронзовый бюст на мраморной колонне (скульптор В. М. Клыков, архитектор В. И. Снегирев) — памятник федерального значения. Установлен в 1988 году. До 2013-го был единственным в мире памятником в честь великого композитора.

### Аллея героев
Аллея Героев расположена в парке Центра культуры и досуга, включает постаменты с именами Героев Советского Союза, братскую могилу со стелой, скульптуру женщины-матери (скульптор В. А. Горяный) со скорбным взглядом, в ниспадающем складками платке, которая держит в руках траурную ветвь. Перед фигурой расположен увитый лентами венок. Вся композиция выполнена в белом цвете. На мемориальных табличках братской могилы увековечены имена арсеньевцев, погибших в годы ВОВ, рядового Жижина, погибшего в Афганистане.

### Памятник С. И. Челюскину
Установлен в 2019 году. Изваял его скульптор Серафим Чаркин, член Союза художников России.